# Поверхневі явища в продуктивному пласті
Поверхневі явища в продуктивному пласті (рос. поверхностные явления в продуктивном пласте; англ. surface phenomena in a pay bed, нім. oberflächliche Erscheinungen f pl in der Betriebschicht) — у нафтовидобуванні — сукупність явищ, які проходять на межах розділу між нафтою, газом, водою, породою (поверхневий натяг, змочування, прилипання, абсорбція, капілярне підняття змочуваної фази і ін.), характер і ступінь дії яких залежать від будови пустотного простору, фізико-хімічної характеристики фаз, термобаричних умов і ін. та проявляються у вмісті в продуктивному пласті залишкової води, наявності перехідних зон між водою і нафтою, нафтою і газом, а також у складності процесу взаємного витіснення нафти, газу, води в пласті при розробці.